# フェイマス・ラスト・ワーズ
フェイマス・ラスト・ワーズ (Famous Last Words)は、アメリカのバンド、マイ・ケミカル・ロマンスが2006年に発表した楽曲。作曲はマイ・ケミカル・ロマンスで、アルバム『ザ・ブラック・パレード』に収録されている。2007年1月22日にアルバムからのセカンド・シングルとしてリリース。
また、シングルカットされ、日本限定企画のミニ・アルバム『ライヴ・アンド・レア』には、ライブ・バージョンが収録された。